# یلوه ویرجینیایی
یلوه ویرجینیایی (نام علمی: Rallus limicola) یک پرنده آبی کوچک از خانواده یلوگان (Rallidae) است. این پرندگان با وجود نابودی مداوم زیستگاه، نسبتاً رایج هستند، اما طبیعتاً پنهان‌کار هستند و بیشتر شنیده می‌شوند تا اینکه دیده شوند. آنها همچنین در برخی استان‌ها و ایالت‌ها به عنوان یک گونه شکارورزی در نظر گرفته می‌شوند، اگرچه به ندرت شکار می‌شوند. یلوه اکوادوری اغلب یک زیرگونه در نظر گرفته می‌شود، اما برخی مقامات طبقه‌بندی آن را متمایز می‌دانند.

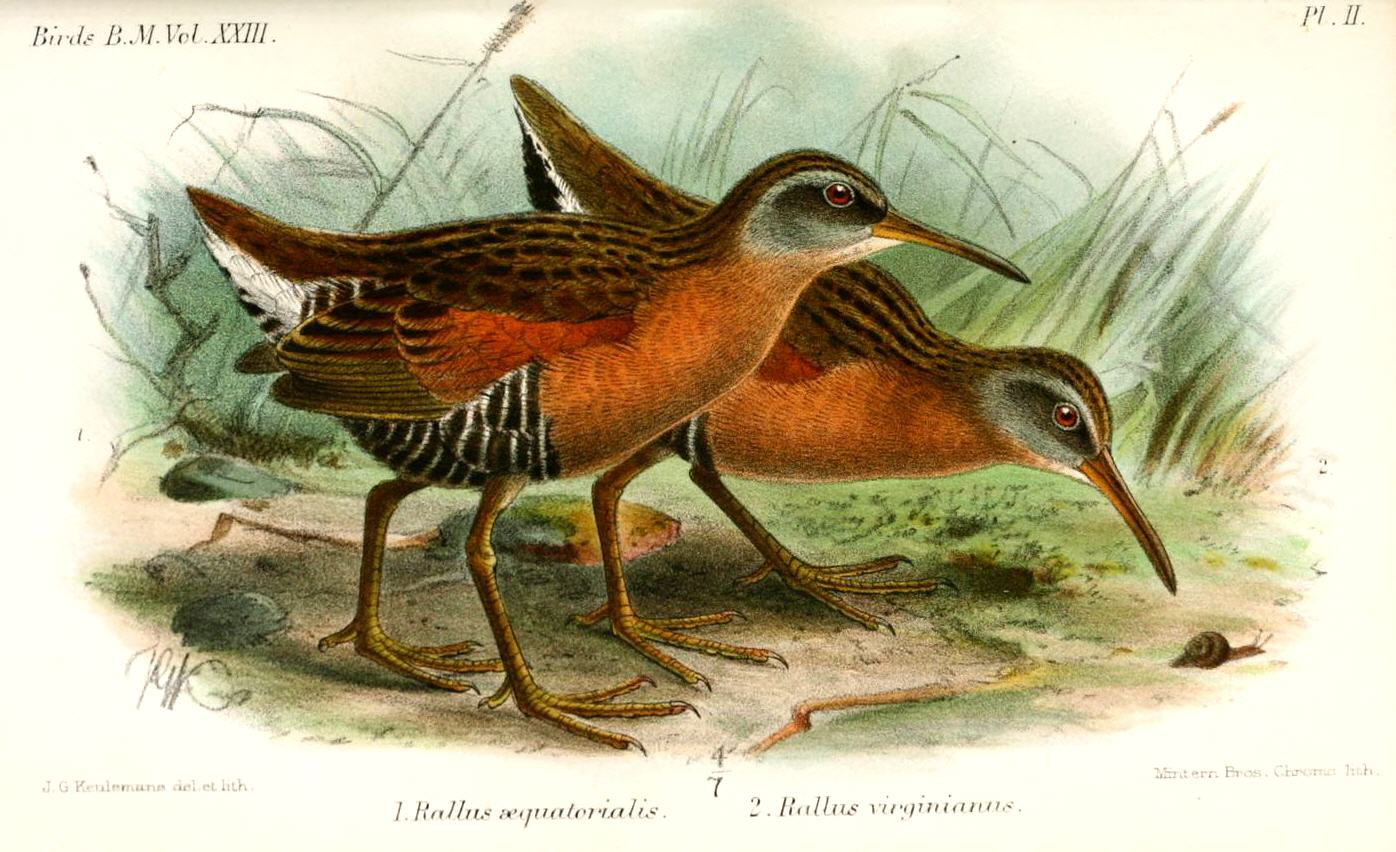
R. l. aequatorialis (چپ) و نمادین (راست)